# 絳州
絳州（こうしゅう）は、中国にかつて存在した州。南北朝時代から民国初年にかけて、現在の山西省運城市一帯に設置された。

## 魏晋南北朝時代
443年（太平真君4年）、北魏により設置された東雍州を前身とする。太和年間に東雍州はひとたび廃止された。
535年（天平2年）、東魏により東雍州が再び置かれた。東雍州は邵郡・高涼郡・正平郡の3郡8県を管轄した。
560年（武成2年）、北周により東雍州は絳州と改称された。

## 隋代
隋初には、絳州は3郡6県を管轄した。583年（開皇3年）、隋が郡制を廃すると、絳州の属郡は廃止された。605年（大業元年）に邵州が廃止されると、その管轄県が統合された。607年（大業3年）に州が廃止されて郡が置かれると、絳州は絳郡と改称され、下部に8県を管轄した。隋代の行政区分に関しては下表を参照。
| 隋代の行政区画変遷 | 隋代の行政区画変遷   | 隋代の行政区画変遷 | 隋代の行政区画変遷 | 隋代の行政区画変遷   | 隋代の行政区画変遷 | 隋代の行政区画変遷 | 隋代の行政区画変遷 | 隋代の行政区画変遷                                  |
| 区分               | 開皇元年             | 開皇元年           | 開皇元年           | 開皇元年             | 開皇元年           | 開皇元年           | 区分               | 大業3年                                             |
| ------------------ | -------------------- | ------------------ | ------------------ | -------------------- | ------------------ | ------------------ | ------------------ | --------------------------------------------------- |
| 州                 | 絳州                 | 絳州               | 絳州               | 邵州                 | 晋州               | 晋州               | 郡                 | 絳郡                                                |
| 郡                 | 正平郡               | 絳郡               | 高涼郡             | 邵郡                 | 平河郡             | 北絳郡             | 県                 | 正平県 聞喜県 曲沃県 絳県 稷山県 垣県 太平県 翼城県 |
| 県                 | 臨汾県 聞喜県 曲沃県 | 絳県 小郷県        | 高涼県             | 亳城県 清廉県 蒲原県 | 太平県             | 北絳県             | 県                 | 正平県 聞喜県 曲沃県 絳県 稷山県 垣県 太平県 翼城県 |

## 唐代
618年（武徳元年）、唐により絳郡は絳州と改められた。742年（天宝元年）、絳州は絳郡と改称された。758年（乾元元年）、絳郡は絳州の称にもどされた。絳州は河東道に属し、曲沃・絳・稷山・垣・襄陵の5県を管轄した。

## 宋代
北宋のとき、絳州は河東路に属し、正平・曲沃・稷山・翼城・太平・絳・垣曲の7県を管轄した。
金のとき、絳州は河東南路に属し、正平・曲沃・稷山・翼城・太平・絳・垣曲・平水の8県と沢掌・柴村・九王・皋落・絵交の5鎮と行台関を管轄した。

## 元代
元のとき、絳州は晋寧路に属し、正平・曲沃・稷山・翼城・太平・絳・垣曲の7県を管轄した。

## 明代以降
明のとき、絳州は平陽府に属し、稷山・絳・垣曲の3県を管轄した。
1724年（雍正2年）、清により絳州は直隷州に昇格した。絳州直隷州は山西省に属し、聞喜・稷山・絳・垣曲・河津の5県を管轄した。
1912年、中華民国により絳州直隷州は廃止された。